# Daniele Santarelli
Daniele Santarelli (Foligno, 8 giugno 1981) è un allenatore di pallavolo ed ex pallavolista italiano, tecnico dell'Imoco e della nazionale femminile turca.

## Biografia
È laureato in scienze motorie ed è sposato con la pallavolista Monica De Gennaro.

## Carriera

### Giocatore
Gioca come libero in varie categorie inferiori.

### Allenatore

#### Club
Inizia ad allenare nel 2010 come vice della Snoopy Pesaro, in serie B2. A metà stagione successiva (con la compagine biancazzurra nel frattempo promossa in B1) subentra come titolare, allenando fino a fine stagione.
L'annata seguente passa all'altra squadra cittadina, la Robursport Pesaro, militante in massima serie, in qualità di assistente allenatore.
Dopo aver svolto per cinque mesi il ruolo di responsabile tecnico al Giorgione, nel gennaio 2014 torna in Serie A1 come vice alla Robur Tiboni Urbino per la seconda parte della stagione 2013-14 mentre in quella seguente entra a far parte dello staff di Davide Mazzanti, neoallenatore del Casalmaggiore.
Nell'estate 2015, dopo essersi laureato campione d'Italia con le rosanero, segue Mazzanti all'Imoco, la prima stagione come assistente e nella seconda come vice. A partire dalla stagione 2017-18, con il passaggio di Mazzanti a CT della nazionale femminile italiana, Santarelli è promosso allenatore della compagine coneglianese che porta a fine stagione alla conquista del secondo scudetto della storia delle venete.
Il palmarès alla guida delle pantere si arricchisce nelle stagioni successive di altri cinque campionati, sei coppe Italia, sei Supercoppe, tre mondiali per club e tre Champions League, raggiungendo inoltre lo storico record assoluto di 76 vittorie consecutive stabilito dalla formazione gialloblu.

#### Nazionale
Nell'estate 2018, in contemporanea all'esperienza coneglianese, assume anche la carica di selezionatore della nazionale femminile croata, incarico che mantiene fino al termine del Campionato europeo 2021. Nel periodo alla guida della selezione balcanica giunge per due volte secondo all'European Golden League.
Nel gennaio 2022 viene nominato nuovo commissario tecnico della nazionale femminile serba che guida alla vittoria della medaglia di bronzo alla Volleyball Nations League 2022, nonché all'oro nel campionato mondiale 2022.
Nel gennaio 2023 diventa allenatore della Turchia con la quale, nello stesso anno, conquista la medaglia d'oro alla Volleyball Nations League e al campionato europeo.

## Statistiche da allenatore

### Club femminile
Aggiornato al 5 giugno 2025
| Stagione             | Squadra              | Campionato           | Campionato | Campionato | Campionato | Coppe nazionali | Coppe nazionali | Coppe nazionali | Coppe nazionali | Coppe continentali | Coppe continentali | Coppe continentali | Coppe continentali | Altre coppe | Altre coppe | Altre coppe | Altre coppe | Totale | Totale | Totale | % Vittorie | Piazzamento |
| Stagione             | Squadra              | Comp                 | G          | V          | P          | Comp            | G               | V               | P               | Comp               | G                  | V                  | P                  | Comp        | G           | V           | P           | G      | V      | P      | %          | Piazzamento |
| -------------------- | -------------------- | -------------------- | ---------- | ---------- | ---------- | --------------- | --------------- | --------------- | --------------- | ------------------ | ------------------ | ------------------ | ------------------ | ----------- | ----------- | ----------- | ----------- | ------ | ------ | ------ | ---------- | ----------- |
| 2012                 | Snoopy Pesaro        | B1                   | ?          | ?          | ?          | -               | -               | -               | -               | -                  | -                  | -                  | -                  | -           | -           | -           | -           | ?      | ?      | ?      | ?          | 6°          |
| Totale Snoopy Pesaro | Totale Snoopy Pesaro | Totale Snoopy Pesaro | ?          | ?          | ?          | -               | -               | -               | -               | -                  | -                  | -                  | -                  | -           | -           | -           | -           | ?      | ?      | ?      | ?          |             |
| 2017-2018            | Imoco Volley         | A1                   | 31         | 25         | 6          | CI              | 4               | 2               | 2               | CL                 | 14                 | 11                 | 3                  | SI          | 1           | 0           | 1           | 50     | 38     | 12     | 76%        | 3°          |
| 2018-2019            | Imoco Volley         | A1                   | 33         | 28         | 5          | CI              | 4               | 3               | 1               | CL                 | 11                 | 7                  | 4                  | SI          | 1           | 1           | 0           | 49     | 39     | 10     | 79%        | 1°          |
| 2019-2020            | Imoco Volley         | A1                   | 20         | 19         | 1          | CI              | 3               | 3               | 0               | CL                 | 7                  | 7                  | 0                  | SI+Cmc      | 1+5         | 1+5         | 0+0         | 36     | 35     | 1      | 97%        | 1°          |
| 2020-2021            | Imoco Volley         | A1                   | 30         | 30         | 0          | CI              | 3               | 3               | 0               | CL                 | 11                 | 11                 | 0                  | SI          | 2           | 2           | 0           | 46     | 46     | 0      | 100%       | 1°          |
| 2021-2022            | Imoco Volley         | A1                   | 33         | 29         | 4          | CI              | 3               | 3               | 0               | CL                 | 9                  | 8                  | 1                  | SI+Cmc      | 1+4         | 1+3         | 0+1         | 50     | 44     | 6      | 88%        | 1°          |
| 2022-2023            | Imoco Volley         | A1                   | 35         | 32         | 3          | CI              | 3               | 3               | 0               | CL                 | 8                  | 7                  | 1                  | SI+Cmc      | 1+4         | 1+4         | 0+0         | 51     | 47     | 4      | 92%        | 1°          |
| 2023-2024            | Imoco Volley         | A1                   | 35         | 33         | 2          | CI              | 3               | 3               | 0               | CL                 | 11                 | 11                 | 0                  | SI          | 1           | 1           | 0           | 50     | 48     | 2      | 96%        | 1°          |
| 2024-2025            | Imoco Volley         | A1                   | 35         | 34         | 1          | CI              | 3               | 3               | 0               | CL                 | 9                  | 9                  | 0                  | SI+Cmc      | 1+5         | 1+5         | 0+0         | 53     | 52     | 1      | 98%        | 1°          |
| 2025-2026            | Imoco Volley         | A1                   |            |            |            | CI              |                 |                 |                 | CL                 |                    |                    |                    | SI+Cmc      |             |             |             |        |        |        |            |             |
| Totale Imoco Volley  | Totale Imoco Volley  | Totale Imoco Volley  | 252        | 230        | 22         |                 | 26              | 23              | 3               |                    | 71                 | 62                 | 9                  |             | 27          | 25          | 2           | 387    | 351    | 36     | 91%        |             |
| Totale carriera      | Totale carriera      | Totale carriera      | 252        | 230        | 22         |                 | 26              | 23              | 3               |                    | 71                 | 62                 | 9                  |             | 27          | 25          | 2           | 387    | 351    | 36     | 91%        |             |

### Nazionale femminile
Aggiornato al 22 giugno 2025
| Stagione        | Squadra         | Totale | Totale | Totale | %Vittorie |
| Stagione        | Squadra         | G      | V      | P      | %Vittorie |
| --------------- | --------------- | ------ | ------ | ------ | --------- |
| 2018            | Croazia         | 4      | 4      | 0      | 100%      |
| 2019            | Croazia         | 23     | 13     | 10     | 57%       |
| 2020            | Croazia         | 3      | 0      | 3      | 0%        |
| 2021            | Croazia         | 8      | 5      | 3      | 63%       |
| Totale Croazia  | Totale Croazia  | 38     | 22     | 16     | 58%       |
| 2022            | Serbia          | 28     | 22     | 6      | 79%       |
| Totale Serbia   | Totale Serbia   | 28     | 22     | 6      | 79%       |
| 2023            | Turchia         | 31     | 28     | 3      | 90%       |
| 2024            | Turchia         | 19     | 11     | 8      | 58%       |
| 2025            | Turchia         | 8      | 7      | 1      | 86%       |
| Totale Turchia  | Totale Turchia  | 58     | 46     | 12     | 79%       |
| Totale carriera | Totale carriera | 124    | 90     | 34     | 73%       |

## Palmarès

### Allenatore

#### Club
- Campionato italiano: 7

Imoco: 2017-18, 2018-19, 2020-21, 2021-22, 2022-23, 2023-24, 2024-25
- Coppa Italia: 6

Imoco: 2019-20, 2020-21, 2021-22, 2022-23, 2023-24, 2024-25
- Supercoppa italiana: 7

Imoco: 2018, 2019, 2020, 2021, 2022, 2023, 2024
- Campionato mondiale per club: 3

Imoco: 2019, 2022, 2024
- CEV Champions League: 3

Imoco: 2020-21, 2023-24,  2024-25

#### Nazionale
- European Golden League femminile 2019
- European Golden League femminile 2021
- Campionato mondiale femminile 2022
- Volleyball Nations League femminile 2022
- Campionato europeo femminile 2022
- Volleyball Nations League femminile 2023
- Coppa del mondo femminile 2023